# Інерційна система відліку

Дві системи відліку, одна з яких рухається зі швидкістю відносно іншої

Інерці́йна систе́ма ві́дліку — система відліку, в якій тіло, на яке не діють жодні сили (або сили, що діють на нього компенсують одна одну, тобто рівнодійна дорівнює нулю), рухається рівномірно й прямолінійно, або це система відліку, в якій прискорення тіла зумовлене тільки дією на нього сил.
Існування інерційних систем відліку постулюється в сучасному формулюванні законів Ньютона.
Система відліку, яка рухається зі сталою швидкістю відносно інерційної системи, також є інерційною.
Інерційність будь-якої реальної системи відліку приблизна. Будь-яка точка, що її можна було б вибрати за початок системи координат, здійснює якийсь нерівномірний рух. Так, наприклад, для більшості задач у земних умовах можна зв'язати інерційну систему відліку з поверхнею Землі, нехтуючи обертанням планети навколо своєї осі чи навколо Сонця, проте, при розгляді сил Коріоліса таку систему відліку вважати інерційною не можна. Аналогічно, при розв'язуванні задач планетарного руху, можна знехтувати обертанням Сонця навколо центру галактики.
Спеціальна теорія відносності постулює, що всі фізичні закони однакові для усіх інерційних систем відліку.
При переході від однієї інерційної системи відліку до іншої справедливі перетворення Лоренца.
Системи відліку, зв'язані з тілами, що рухаються нерівномірно чи непрямолінійно, називаються неінерційними системами відліку.

## Загальні відомості
Рух тіла можна описати лише відносно якогось іншого об'єкту — інших тіл, спостерігача, або за допомогою набору просторово-часових координат. Вони називаються системами відліку. Якщо обрано якусь систему координат, закони руху в ній можуть бути більш складними, ніж це необхідно. Наприклад, уявімо об'єкт в стані спокою (без зовнішніх сил, які впливають на нього) в деякій позиції instant. В багатьох координатних
системах, він почне рухатись до наступної позиції, навіть якщо на нього не впливають жодні сили. Однак, завжди можна обрати систему відліку в якій він залишатиметься стаціонарним. Так само, якщо простір не описаний рівномірно або не є незалежним від часу, координатна система може описати просте переміщення вільного тіла в просторі у вигляді складної траєкторії в цій системі відліку. Тому, інтуїтивно зрозуміле пояснення, що таке інерційна система відліку буде таке: в інерційній системі відліку, закони механіки приймають свою найпростішу форму.
В інерційній системі, перший закон Ньютона, закон інерції, виконується якщо: будь-який вільний рух є рівномірним і прямолінійним. Другий закон Ньютона для частинки має форму:
{\displaystyle \mathbf {F} =m\mathbf {a} \ ,}
де F результуюча сила (вектор), m маса частинки і a прискорення частинки, яке може виміряти спостерігач, в цій самій системі відліку, що знаходиться в спокої. Сила F є сумою векторів всіх сил, що діють на частинку, такі як електромагнітна, гравітаційна, ядерна і так далі. Для порівняння, другий закон Ньютона в обертовій системі відліку, що обертається з кутовою швидкістю Ω довкола осі, приймає форму:
{\displaystyle \mathbf {F} '=m\mathbf {a} \ ,}
що виглядає так само як і в інерційній системі відліку, але тепер сила F′ є результуюча не лише F, а також додаткових умов (наступний абзац показує основні моменти без детальних математичних пояснень):
{\displaystyle \mathbf {F} '=\mathbf {F} -2m\mathbf {\Omega } \times \mathbf {v} _{B}-m\mathbf {\Omega } \times (\mathbf {\Omega } \times \mathbf {x} _{B})-m{\frac {d\mathbf {\Omega } }{dt}}\times \mathbf {x} _{B}\ ,}
де кутове обертання системи відліку виражається вектором Ω, направленому в напрямі осі обертання, і з величиною, що дорівнює кутовій швидкості обертання Ω, символ × позначає векторний добуток, вектор xB визначає місцезнаходження тіла, а вектор vB задає швидкість руху тіла відносно спостерігача, що обертається.